# Église Saint-Henri d'Hénin-Beaumont
Pour les articles homonymes, voir Église Saint-Henri.
L'église Saint-Henri est une des églises catholiques de la ville d'Hénin-Beaumont dans le Pas-de-Calais. Elle appartient à l'association diocésaine du diocèse d'Arras et dépend du regroupement de paroisses Sainte-Claire-en-Héninois. Elle est dédiée à saint Henri.

## Histoire
L'église est bâtie en 1925 à cause de l'essor démographique et de l'expansion de la ville. Elle dessert les cités ouvrières de la fosse no 6 bis de la Compagnie des mines de Dourges.
Aujourd'hui la messe dominicale y est célébrée à 11 heures tous les dimanches.

## Description
L'église de style néo-classique est construite en béton armé. Elle est surplombée d'un clocher carré à droite de la façade, le pan droit de la toiture étant plus court que le pan gauche en façade. Celle-ci, comme la tour, est ornée de pilastres et de redents. La tour-clocher est surmontée d'une balustrade. Le porche en plein-cintre est surmonté d'une verrière en rosace.